# Caja Norton
La caja Norton es un mecanismo compuesto de varios engranajes, que fue inventado y patentado en 1890, que se incorporó a los tornos paralelos y dio solución al cambio manual de engranajes para fijar los pasos de las piezas a roscar.
Esta caja puede constar de varios trenes desplazables de engranajes o bien uno basculante y un cono de engranajes, y conecta el movimiento del cabezal del torno con el carro portaherramientas que lleva incorporado un husillo de rosca cuadrada.
El sistema mejor conseguido trata de una caja de cambios con varias cajas reductoras. De esta manera, con la manipulación de varias palancas se alcanzan distintas velocidades de avance de carro portaherramientas, permitiendo roscar una gran variedad de pasos de rosca tanto métricos como withworth. Las hay en baño de aceite y en seco, de engranajes tallados de una forma u otra, pero básicamente es una caja de cambios.
- Datos: Q8254953